# Durfort-Lacapelette
Durfort-Lacapelette är en kommun i departementet Tarn-et-Garonne i regionen Occitanien i södra Frankrike. Kommunen ligger i kantonen Lauzerte som tillhör arrondissementet Castelsarrasin. År 2022 hade Durfort-Lacapelette 842 invånare.

## Befolkningsutveckling
Antalet invånare i kommunen Durfort-Lacapelette
| Referens: INSEE |